# You Only Live Once
You Only Live Once is een Amerikaanse film noir uit 1937 onder regie van Fritz Lang. Destijds werd de film in Nederland uitgebracht onder de titel Uitstel van executie.

## Verhaal
Eddie Taylor heeft al drie celstraffen achter de rug. Nu wil hij een nieuw leven opbouwen met zijn geliefde. Hij vindt echter nergens werk. Dan wordt hij beschuldigd van een bankoverval en ter dood veroordeeld. Joan blijft echter geloven in zijn onschuld.

## Rolverdeling
| Acteur            | Personage       |
| ----------------- | --------------- |
| Sylvia Sidney     | Joan Graham     |
| Henry Fonda       | Eddie Taylor    |
| Barton MacLane    | Stephen Whitney |
| Jean Dixon        | Bonnie Graham   |
| William Gargan    | Vader Dolan     |
| Warren Hymer      | Muggsy          |
| Charles Sale      | Ethan           |
| Margaret Hamilton | Hester          |
| Guinn Williams    | Rogers          |
| Jerome Cowan      | Dr. Hill        |
| David Clyde       | Brandweerman    |